# Yorktown (Schiff, 1943)
Der US-amerikanische Flugzeugträger USS Yorktown (CV-10) ist ein Träger der Essex-Klasse. Sie wurde The Fighting Lady oder The Lucky Y genannt, fuhr Einsätze während des Zweiten Weltkriegs im Pazifik und wurde besonders berühmt durch die Teilnahme an der Schlacht um die Marshallinseln, der Schlacht um die Marianen-Inseln und der Schlacht in der Philippinensee. Ebenso waren die Flugzeuge der USS Yorktown maßgeblich an der Versenkung des japanischen Schlachtschiffs Yamato beteiligt. Weiterhin fanden Operationen während des Vietnamkriegs statt.

## Geschichte
Die Kiellegung am 1. Dezember 1941 in Newport News, Virginia, bei der Newport News Shipbuilding and Drydock Company wurde noch unter dem zuvor vorgesehenen Namen Bon Homme Richard vorgenommen. Im September 1942 wurde sie im Gedenken an die bei der Midwayschlacht verlorene Yorktown auf deren Namen umbenannt. Der Stapellauf fand am 21. Januar 1943 statt und die Übergabe an die amerikanische Marine erfolgte am 15. April 1943.
Ihre erste Testfahrt führte die USS Yorktown in die Gewässer bei Trinidad. Nach erfolgreicher Absolvierung aller vorgesehenen Übungen erfolgten die ersten Flugeinsätze in der Nähe der Küste von Norfolk. Am 6. Juli verließ der Träger die Chesapeake Bay und setzte Kurs in Richtung Pazifik.

### Pazifikkrieg
Die USS Yorktown kam am 24. Juli 1943 in Pearl Harbor an und verbrachte rund einen Monat mit Übungseinsätzen. Der erste Kriegseinsatz war dann am 31. August die Bombardierung der Marcus-Insel, auf der die Japaner einen militärischen Flughafen mit 4.000 Mann Besatzung unterhielten.
Nach einem Zwischenhalt in San Francisco, bei dem Kampfflugzeuge, Munition und Verpflegung an Bord genommen wurden, fuhr die USS Yorktown weiter nach Pearl Harbor. Am 5. Oktober 1943 folgten die Luftangriffe auf Wake.

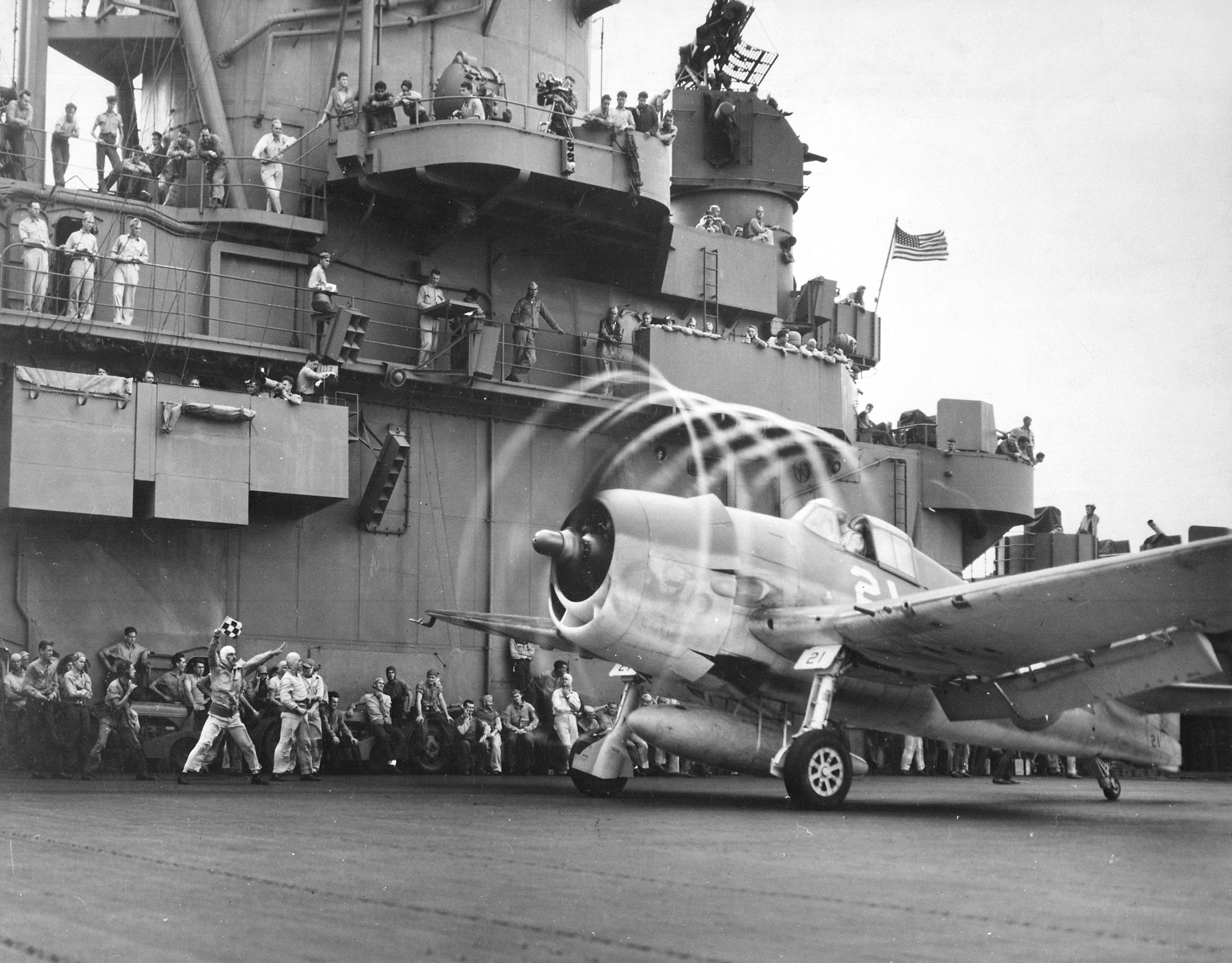
Start einer Grumman F6F vom Deck der USS Yorktown im November 1943

Der erste Großeinsatz führte sie mit der Einsatzgruppe 50 zu den Gilbertinseln. Dort wurden massive Bombardements im November 1943 durchgeführt. Auf dem Rückweg nach Hawaii wurden zusätzlich noch kleinere Luftangriffe auf Wotje und Kwajalein geflogen.
Im folgenden Jahr nahm der Flugzeugträger mit der Einsatzgruppe 58 an der Schlacht um die Marshallinseln und der Schlacht in der Philippinensee teil. Ab August 1944 wurde die USS Yorktown zwei Monate lang im Puget Sound Navy Yard repariert und überholt.
Am 7. November 1944 kam die Zuteilung zur Einsatzgruppe 38.1 mit dem Befehl, die Invasionen von Leyte und Luzon durch Bombereinsätze zu unterstützen. Zum Ende dieser Einsätze geriet der Träger in einen schweren Taifun, in dem drei amerikanische Zerstörer sanken. Die USS Yorktown beteiligte sich an der Rettung der Überlebenden.
Zur Vorbereitung der Schlacht um Okinawa flogen die Flugzeuge der USS Yorktown im März 1945 Angriffe auf japanische Flugfelder auf Kyūshū, Honshū, und Shikoku, bis sie schließlich Kurs auf Okinawa setzte. Am 7. April wurde die japanische Flotte, die sich rund um das Schlachtschiff Yamato gruppiert hatte und Richtung Okinawa lief, aufgespürt und angegriffen. Mehrere Bomberwellen, bei denen auch viele Maschinen der USS Yorktown beteiligt waren, konnten schließlich die Yamato und andere Schiffe versenken bzw. schwer beschädigen. Anschließend konnte die komplette Einsatzgruppe 38.1 die Einheiten auf Okinawa unterstützen. Die Einsätze auf Okinawa dauerten bis Mitte Juni 1945, nur kurz unterbrochen durch einige Angriffe auf die japanischen Heimatinseln.
Nachdem die USS Yorktown einen Zwischenstopp in Leyte absolviert hatte, um Nachschub aufzunehmen und kleinere Reparaturen auszuführen, setzte sie am 1. Juli wieder Kurs gen Japan, um an den Angriffen zur Vorbereitung der Invasion der japanischen Heimatinseln teilzunehmen. Die letzten Bomberangriffe auf Tokio fanden am 13. August 1945 statt. Zwei Tage später kapitulierte das japanische Kaiserreich.
Die USS Yorktown nahm bis Mitte Januar 1946 an der Rückführungsaktion der amerikanischen Einheiten in die Vereinigten Staaten teil. Danach wurde sie außer Dienst gestellt und der Pazifischen Reserveflotte zugeteilt.

### 1. Umbau
Die USS Yorktown gehörte der Reserveflotte für fünf Jahre an. Im Juni 1952 wurde sie reaktiviert, und es wurden weitgehende Umbauarbeiten nach dem Konzept SCB-27A bis zum späten Januar 1953 vorgenommen. Am 20. Februar 1953 fand die erneute Indienststellung statt. Die Modernisierung nach SCB-27A beinhaltete den Einbau stärkerer hydraulischer Katapulte vom Typ H-8, den kompletten Umbau der Insel, die Installation von Bereitschaftsräumen unter dem Flugdeck und den Bau einer Rolltreppe von diesen zum Flugdeck sowie die generelle Umrüstung zum Einsatz von Strahlflugzeugen. Alle Deckgeschütze (4 × 12,7-cm-L/38-Doppeltürme) wurden entfernt. Dafür wurden 4 × 12,7-cm-L/38-Einzelgeschütze an Steuerbord unterhalb des Flugdecks angebracht. Die 40-mm-Flak wurde durch 14 × 7,62-cm-L/50-Zwillinge ersetzt. Hierbei wurde auch der Bug verlängert, um dort zwei der 7,62-cm-Doppellafetten unterbringen zu können. Die im Zweiten Weltkrieg in großer Anzahl angebrachte 20-mm-Flak wurde nicht mehr installiert. Nach dem Umbau wurde die Yorktown zum Angriffsträger CVA-10 umklassifiziert.

### Koreakrieg
In der Folge des Koreakriegs, dessen Waffenstillstand am 27. Juli 1953 geschlossen wurde, nahm die USS Yorktown Kurs auf Fernost und beteiligte sich an Übungen im Japanischen Meer, die bis zum Jahresbeginn 1954 andauerten.
Anfang 1955 war die USS Yorktown maßgeblich an der Evakuierung von Nationalchinesen beteiligt, die von der Insel Tachen in unmittelbarer Nähe des kommunistisch kontrollierten Festlands nach Taiwan gebracht wurden.

### 2. Umbau

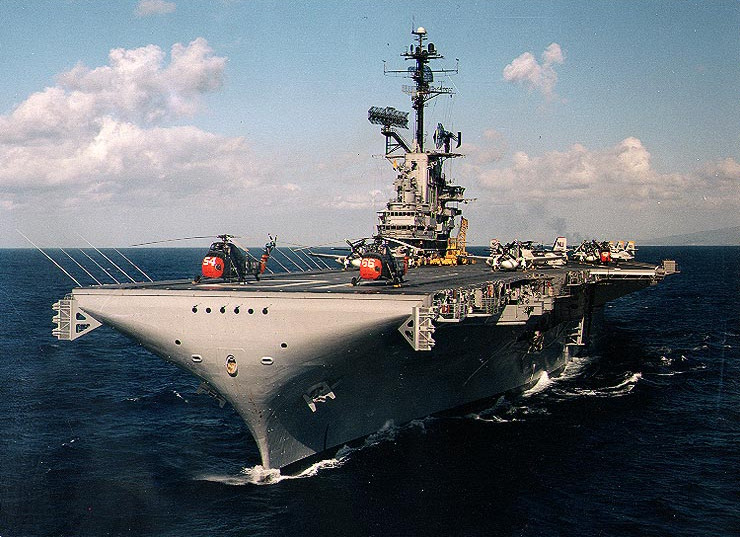
Die USS Yorktown nach dem zweiten Umbau ca. 1960

Im März 1955 fand eine erneute Zuweisung zur Reserveflotte statt. Die Zeit wurde genutzt, um umfangreiche Modernisierungsmaßnahmen nach dem Konzept SCB-125 durchzuführen. So erhielt die USS Yorktown nun auch ein Schräglandedeck. Ferner wurden die Flugzeugeinrichtungen nochmals verbessert. Eine weitere wesentliche Änderung war der Wegfall der 7,6-cm-Zwillingskanonen auf dem Vorschiff. Der Rumpf wurde durch eine geschlossene Konstruktion mit der Vorderkante des Flugdecks verbunden und bildete den so genannten „Hurrican-Bow“, der es zukünftig verhinderte, dass es bei Sturmfahrten zu Beschädigungen an der Flugdeckvorderkante kam. Am 14. Oktober 1955 waren die Arbeiten abgeschlossen und die USS Yorktown nahm wieder ihren vollen Dienst in der Pazifikflotte auf. Bis März 1957 unternahm sie einige Fahrten quer durch den Pazifik.

### U-Jagd-Träger
Im September 1957 wurde eine Neuklassifizierung der USS Yorktown zum U-Jagd-Flugzeugträger vorgenommen. Ihre neue Kennung lautete nun CVS-10. Bis Februar 1958 fand die Umrüstung statt. Im Anschluss daran fuhr das Schiff bis zum November des Jahres Routineeinsätze an der Westküste der USA, bis sie schließlich wieder Kurs auf Fernost setzte.
Zur Wahrung nationalchinesischer Interessen auf den Inseln Quemoy und Matsu beteiligte sich die USS Yorktown am 31. Dezember 1958 und am 1. Januar 1959 an einer Demonstration der Stärke, um die Küstenbombardements durch das Militär der Volksrepublik China zu unterbinden. Direkt danach unterstützte sie die Sicherheitskräfte vor der vietnamesischen Küste, die zusammengezogen worden waren, da nordvietnamesische Guerillakämpfer in den Südteil des Landes eingedrungen waren. Weitere kurze Einsätze vor Vietnam fanden im Januar, März, April, Mai und Juni 1960 statt.
In den Jahren 1961 und 1962, in denen Ausbesserungsarbeiten und abschließende Trainingsfahrten ausgeführt wurden, konzentrierten sich die Einsätze der USS Yorktown auf ihre Aufgabe als Anti-U-Boot Waffe. In dieser Hinsicht nahm sie auch an der SEATO-Übung Operation Sea Serpent teil, die sie als Flaggschiff der Carrier Division 19 zu Beginn des Juni 1963 absolvierte.

### 3. Umbau
1967 wurde die Yorktown in der Long Beach Naval Shipyard letztmals modernisiert. Der Umbau im Rahmen des FRAM-Programms nach dem Konzept SCB-144 umfasste den Einbau des Bugsonars SQS-23 und die Einrichtung einer modifizierten Operationszentrale. Die Form des Bugsonardoms machte den Einbau einer Stevenklüse für einen Buganker notwendig. Die bisherigen Ankerklüsen wurden verschlossen.

### Vietnamkrieg
Der erste Einsatz im Vietnamkrieg folgte im Februar, März und April 1965. Als CVS bestand die Hauptaufgabe der Yorktown in der Suche nach sowjetischen U-Booten (die die US-Träger beschatteten) und der Überwachung der südvietnamesischen Küste. Bis 1968 änderte sich an diesen Einsätzen wenig. Am 16. Juni 1968 verließ sie letztmals die Gewässer vor Vietnam.

### Die letzten Einsätze

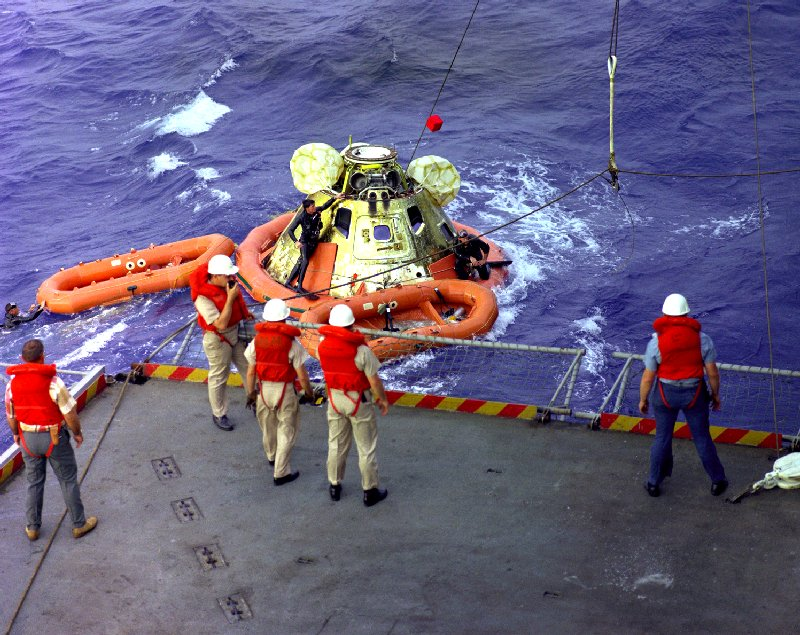
Die Landekapsel der Apollo 8 wird geborgen.

Im Dezember 1968 bekam die USS Yorktown noch einen besonderen Einsatzbefehl. Sie sollte als Bergungsschiff für die NASA-Mission Apollo 8 dienen, bei der erstmals Menschen den Mond umkreisten. Am 27. Dezember um 15:51 Uhr (UT) wasserte die Landekapsel schließlich im Pazifik. Die Astronauten Frank Borman, James A. Lovell und William Anders wurden von Helicopter 66, einem Sikorsky-Sea-King-Hubschrauber der USS Yorktown aufgenommen und an Bord gebracht. Kurz darauf wurde die Landekapsel geborgen.
Zu Beginn des Jahres 1969 wurde die USS Yorktown der Atlantikflotte zugewiesen. Das Schiff nahm den Weg um Kap Hoorn, um dann in Norfolk, Virginia festzumachen. Nach einer Fahrt zu den Westindischen Inseln wurde dann im September 1969 Kurs auf Nordeuropa genommen, wo sie in einigen Häfen festmachte, so beispielsweise am 11. November in Kiel, Deutschland.

## Außerdienststellung
In der ersten Jahreshälfte 1970 bereitete sich die USS Yorktown in den Gewässern vor Norfolk auf ihre Außerdienststellung vor, die schließlich in Philadelphia, Pennsylvania, vorgenommen wurde. Dort ankerte das Schiff drei Jahre lang, bevor sein Name von der Navy-Liste gestrichen wurde.

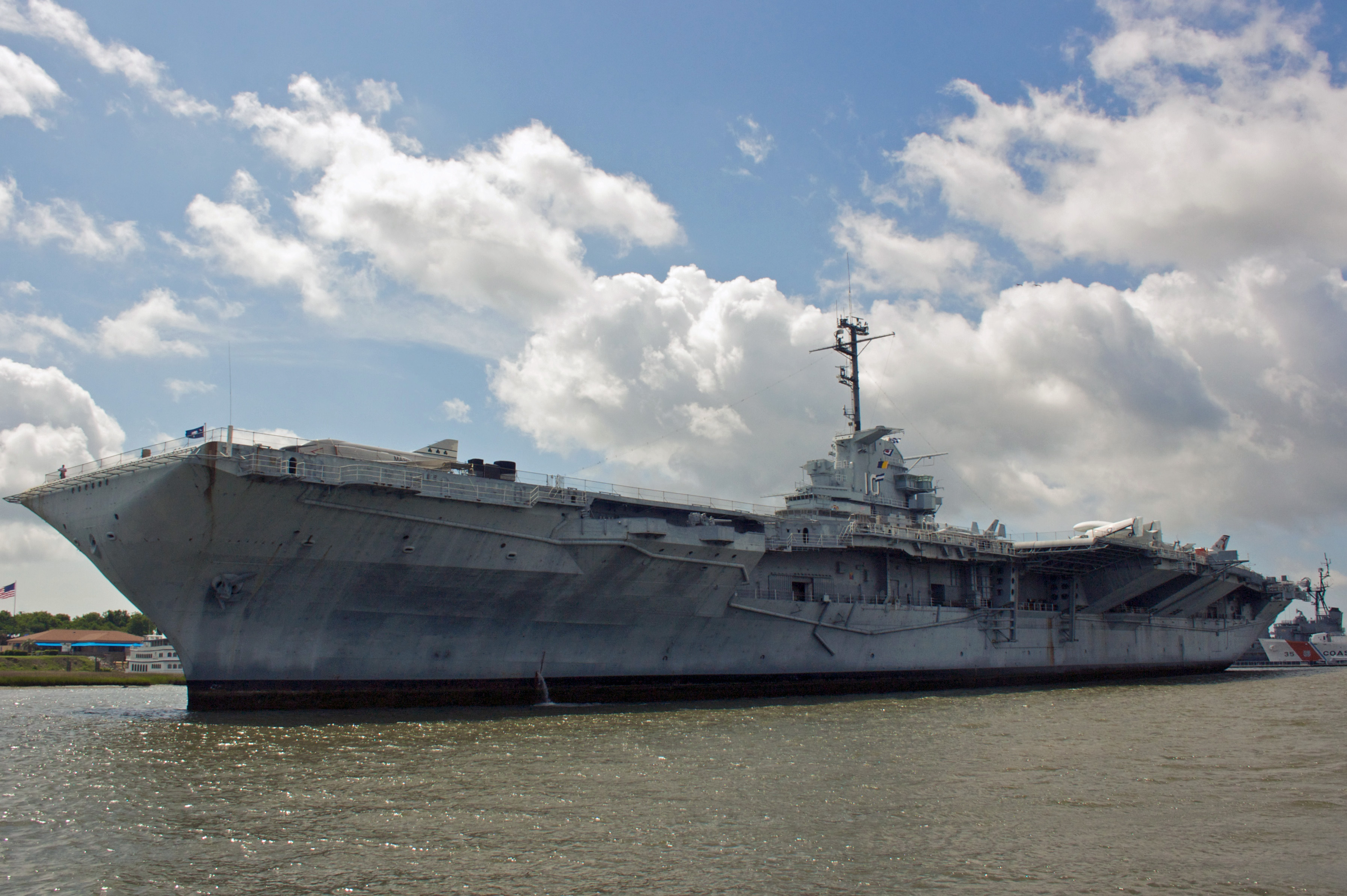
USS Yorktown als Museumsschiff im Hafen von Charleston

Seit Juni 1975 liegt die USS Yorktown im Patriots Point Naval and Maritime Museum, einem Teil des Hafens von Charleston, South Carolina, und wurde dort als Museumsschiff ausgebaut. Im Dezember 1980 erhielt sie den Status eines National Historic Landmarks zuerkannt. Seit November 1982 ist die USS Yorktown als Bauwerk im National Register of Historic Places eingetragen.

## Filme

### Mit der USS Yorktown in der Hauptrolle
- The Fighting Lady – (1944), 20th Century Fox, Regie: Edward Steichen, ausgezeichnet mit einem Oscar für die beste Dokumentation[3]
- Men Of The Fighting Lady (Panther Squadron) – (1954), (dt.: Verwegene Landung),  Metro-Goldwyn-Mayer, Regie: Andrew Marton, Darsteller: Van Johnson, Walter Pidgeon, u. a.[4]

### Auf der USS Yorktown gedreht
- Jet Carrier – (1954), 29th Century Fox, Dokumentation[5]
- Tora! Tora! Tora! – (1970), 20th Century Fox, Darsteller: Martin Balsam, Sō Yamamura, Joseph Cotten, u. a.[6]
- USS Christmas – (2020) (dt.: Weihnachten Ahoi!), Regie: Steven R. Monroe, Darsteller: Jen Lilley, Trevor Donovan, u. a.[7]